# تیغ‌پشت‌ریختان
تیغ‌پشت‌ریختان یا تیغ‌پشت‌سانیان زیرراسته‌ای از سموریان رودخانه‌ای و تیغ‌پشت‌ها، گروهی از پستانداران آفریقاددان است که به ترتیب بومی آفریقای استوایی و ماداگاسکار هستند. تصور می‌شود که این دو خانواده در حدود ۴۷ تا ۵۳ میلیون سال پیش از هم جدا شده‌اند. سموریان رودخانه‌ای قبلاً زیرخانواده‌ای از تیغ‌پشت در نظر گرفته می‌شدند. همچنین فرض می‌شود که این زیرراسته حاوی سردهٔ منقرض‌شده Plesiorycteropus، گروهی از حشره‌خواران احتمالاً (Fossorial) شبیه به موریانه‌خوار است که بیشتر به تیغ‌پشت‌ها زیرخانواده Tenrecinae مرتبط است تا موش کورهای طلایی زیرراسته موش کور طلایی.
سموریان رودخانه‌ای گوشت‌خوار و نیمه‌آبزی هستند و هر آبزی را که می‌توانند با سبیل‌های حساس خود بیابند شکار می‌کنند. اعتقاد بر این است که همه تیغ‌پشت‌ها از یک اجداد مشترک هستند که ۲۹ تا ۳۷ میلیون سال پیش (Ma) زندگی می‌کردند پس از پراکندگی اقیانوسی از آفریقا به ماداگاسکار در یک رویداد واحد. تیغ‌پشت‌ها به‌طور گسترده‌ای متنوع هستند. در نتیجه تکامل همگرا، آنها شبیه جوجه‌تیغی، حشره‌خوار، صاریغ یا موش هستند. به نظر می‌رسد همه تیغ‌پشت‌ها حداقل تا حدودی همه‌چیزخوار هستندو بی مهرگان بیشترین بخش از رژیم غذایی آنها را تشکیل می‌دهند.